# Здолбуновский цементный завод
Здолбуновский цементный завод (укр. Здолбунівський цементний завод) — промышленное предприятие в городе Здолбунов Ровенской области Украины.
Входит в состав Ассоциации производителей цемента Украины.

## История
Небольшое цементное предприятие возникло в 1884 году и было расширено в начале XX века.
В ходе боевых действий Великой Отечественной войны завод пострадал, однако в период немецкой оккупации начал работу, выполняя заказы немецкой оккупационной администрации. В дальнейшем, на заводе возникла антифашистская подпольная группа, в состав которой вошли Венедикт Кушнерук, Жорж Жукотинский и несколько рабочих-поляков. Подпольщики использовали находившиеся в заводской канцелярии печатную машинку и ротатор, напечатав листовку на польском языке с призывом к местному населению начать борьбу с немецкими оккупантами, позднее вывели из строя канатную дорогу, временно остановив производство. Позже, подпольщики освоили выпуск печать сводок Совинформбюро и начали сбор разведывательной информации для партизанского отряда Д. Н. Медведева.
После окончания войны в соответствии с четвёртым пятилетним планом восстановления и развития народного хозяйства СССР завод был восстановлен и вновь введён в эксплуатацию.
В 1963 году в результате объединения Здолбуновского цементного завода, Новоздолбуновского цементного завода (построенного в 1952-1956 годы) и Новоздолбуновского шиферного завода был создан Здолбуновский цементно-шиферный комбинат имени 50-летия Великой Октябрьской социалистической революции.
Именно здесь впервые в СССР в производственный процесс была внедрена гидротранспортировка сырья из карьера на завод, освоено приготовление шлама самоходными установками в забоях карьера, разработана технология производства быстротвердеющего высокопрочного портландцемента.
В 1971 году комбинат был награждён орденом Октябрьской Революции.
По состоянию на начало 1980 года, основной продукцией комбината являлись цемент различных марок и шифер.
В июле 1987 года Совет министров СССР утвердил решение о реконструкции комбината, в соответствии с которым были построены эстакада для разгрузки сыпучих грузов и гаражи для размораживания смерзшихся сыпучих грузов, прибывавших на комбинат железнодорожным транспортом.
21 октября 1987 года Совет министров УССР принял постановление о продолжении реконструкции предприятия, которая была запланирована на 1988 - 1990 годы и предусматривала расширение производственных мощностей (на 120 тыс. клинкера и 500 тыс. тонн цемента) и осуществление комплекса природоохранных мероприятий.
11 октября 1989 года комбинат вошёл в состав концерна по производству цемента.
В советское время комбинат являлся крупнейшим промышленным предприятием города.
После провозглашения независимости Украины комбинат стал одним из крупнейших цементных предприятий Украины, в 1994 году государственное предприятие было преобразовано в открытое акционерное общество.
В конце 1990х годов производственные мощности комбината обеспечивали возможность 2,8 млн. тонн цемента в год, но использовались на 10-15%. В 1999 году завод произвёл 420 тонн цемента, к началу 2000 года положение предприятия стабилизировалось.
В 2001 году собственником контрольного пакета акций комбината стала немецкая компания "Dyckerhoff AG", в 2003 году шиферное производство было выведено в отдельное предприятие.
Начавшийся в 2008 году экономический кризис осложнил положение предприятия (к началу июля 2009 года работала только одна из семи печей завода), с целью сокращения расходов руководством "Dyckerhoff AG" было принято решение о переводе производственных процессов завода на уголь (а в перспективе - и иное твёрдое топливо, включая биотопливо). В 2013 году в качестве альтернативного топлива начали использовать гранулированные твёрдые бытовые отходы.
В 2015 году проектная мощность цементного завода обеспечивала возможность производства 2 млн. тонн цемента в год.